# Trichostigmus semperi
Trichostigmus semperi es una especie de coleóptero de la familia Passalidae.

## Distribución geográfica
Habita en Mindanao (Filipinas).